# بوکانان دم (تگزاس)
بوکانان دم (به انگلیسی: Buchanan Dam) یک منطقهٔ مسکونی در ایالات متحده آمریکا است که در شهرستان لانو، تگزاس واقع شده‌است. بوکانان دم ۵۲٫۲ کیلومتر مربع مساحت و ۱٬۶۸۸ نفر جمعیت دارد و ۳۱۸ متر بالاتر از سطح دریا واقع شده‌است.